# César-Mansuète Despretz
César-Mansuète Despretz [ejtsd: depré] (Lessines, Belgium, 1792. május 10. – Párizs, 1863. március 15.) francia fizikus.

## Élete
Előbb az École politechnique-en, később a Collège Henri IV-on, végül pedig a Sorbonne-on a fizika tanára volt. A Boyle-Mariotte-féle a légnemű testekről szóló szabály fölött kísérleteket tett és azt találta, hogy ez a valóságot csak megközelíti. Ezen kísérleteit a Sur la compression des gaz (Ann. chim, phys. XXXIV. 1827.) és Recherches expérimentales sur les causes de la chaleur animale (Párizs, 1824) című műveiben írta le. Azon kutatásai, melyeket a Sur la chaleur développée par la combustion (Ann. chim. phys. XXXVII. 1828.) című munkában írt le az égési melegségre és az állati test melegére vonatkoznak. A Sur le maximum de densité de l’eau pure et des dissolutions aqueuses (Ib. LXX, 1839 et LXXIII. 1840) című műben a víz kiterjedéséről és sűrűségének maximumára vonatkozó kísérleteit írja le. Sur les chaleur latentes de diverses vapeurs (Ib. XXIV, 1823.) című értekezésében a gőzöknek kötött melegéről beszél. Despretz továbbá még a testek elektromos árammal való olvasztására, azoknak hővezetésére és a magas és mély hangok hallhatóságának határaira nézve tett kísérleteket. További művei: Eléments de chim. théorique et pratique (Párizs, 1828–30, 2 kötet) és Traité élémentaire de physique (Ib. 1836).